# Manilkara longifolia
Manilkara longifolia, tiếng Anh thường gọi là Masseranduba, là một loài thực vật thuộc họ Sapotaceae. Đây là loài đặc hữu của Brasil, nơi chúng hiện đang bị đe dọa vì mất môi trường sống.